# Nils Tibor
Nils Tibor är en tysk hammondorganist.
Han har under 1970-talet givit ut flera LP-skivor på TELEFUNKEN, DECCA musikförlag.

## Skivtitlar (urval)
- Hammond Hitparade, NX 163, DECCA, Utgivningsår ?
- Hammond Hitparade 3, NX 277, DECCA, Utgivningsår ?
- Hammond Hitparade 4, ND 451, Utgivningsår ?
- Non Stop-Hammond-Dancing, ND 477, Utgivningsår ?
- Traumland Film, ND 687, Utgivningsår ?
- Hammond Hitparade Vol. 6, ND 694, Utgivningsår ?
- Hammond Hitparade Vol 10, 6.22409 AF DECCA, Utgivningsår 1976
- Hammond Party, 6.28139, DECCA, Utgivningsår ?
- Ave Maria, 6.21631, DECCA, Utgivningsår ?